# Roboastra europaea
Roboastra europaea é uma espécie de molusco pertencente à família Polyceridae.
A autoridade científica da espécie é Garcia-Gomez, tendo sido descrita no ano de 1985.
Trata-se de uma espécie presente no território português, incluindo a zona económica exclusiva.